# Primeira Divisão 1945-46
La Primeira Divisão 1945/46 fue la 12.ª edición de la máxima categoría de fútbol en Portugal. Os Belenenses ganó su primer título.

## Tabla de posiciones
| Pos. | Equipo               | Pts. | PJ | G  | E | P  | GF | GC | Dif. | Clasificación              |
| ---- | -------------------- | ---- | -- | -- | - | -- | -- | -- | ---- | -------------------------- |
| 1    | Belenenses (C)       | 38   | 22 | 18 | 2 | 2  | 74 | 24 | +50  | Campeón de Liga            |
| 2    | Benfica              | 37   | 22 | 17 | 3 | 2  | 82 | 29 | +53  |                            |
| 3    | Sporting de Portugal | 32   | 22 | 15 | 2 | 5  | 73 | 36 | +37  |                            |
| 4    | Olhanense            | 27   | 22 | 13 | 1 | 8  | 65 | 39 | +26  |                            |
| 5    | Atlético de Portugal | 21   | 22 | 8  | 5 | 9  | 38 | 55 | −17  |                            |
| 6    | Porto                | 20   | 22 | 9  | 2 | 11 | 65 | 44 | +21  |                            |
| 7    | Vitória Setúbal      | 18   | 22 | 8  | 2 | 12 | 47 | 59 | −12  |                            |
| 8    | Vitória Guimarães    | 18   | 22 | 8  | 2 | 12 | 39 | 52 | −13  |                            |
| 9    | O Elvas              | 17   | 22 | 8  | 1 | 13 | 43 | 78 | −35  |                            |
| 10   | Académica de Coimbra | 16   | 22 | 7  | 2 | 13 | 51 | 76 | −25  |                            |
| 11   | Boavista             | 12   | 22 | 6  | 0 | 16 | 39 | 73 | −34  |                            |
| 12   | Oliveirense (D)      | 8    | 22 | 3  | 2 | 17 | 22 | 73 | −51  | Descenso a Segunda Divisão |

 Fuente: RSSSF
|                              |
| Campeón Belenenses 1° título |

## Resultados
| Local \ Visitante    | ACC | ACP  | BEL | BEN | BOA | ELV | OLH | OLI  | POR | SCP | VGU | VSE |
| -------------------- | --- | ---- | --- | --- | --- | --- | --- | ---- | --- | --- | --- | --- |
| Académica de Coimbra | —   | 2–3  | 1–3 | 3–3 | 5–2 | 5–1 | 1–3 | 6–1  | 2–1 | 5–5 | 2–0 | 3–5 |
| Atlético de Portugal | 2–1 | —    | 2–4 | 1–1 | 4–1 | 3–1 | 2–1 | 1–1  | 2–1 | 1–4 | 2–2 | 4–2 |
| Belenenses           | 7–0 | 2–2  | —   | 1–0 | 6–1 | 5–2 | 6–0 | 10–0 | 3–2 | 2–1 | 5–1 | 3–2 |
| Benfica              | 7–1 | 5–0  | 2–0 | —   | 4–2 | 5–1 | 2–1 | 7–2  | 4–0 | 7–2 | 4–1 | 1–1 |
| Boavista             | 5–0 | 4–3  | 1–4 | 2–4 | —   | 0–1 | 2–7 | 3–0  | 3–2 | 1–0 | 0–1 | 5–1 |
| O Elvas              | 4–3 | 1–2  | 1–2 | 0–4 | 6–3 | —   | 2–1 | 3–0  | 3–3 | 2–6 | 4–2 | 5–2 |
| Olhanense            | 4–2 | 3–0  | 2–0 | 1–2 | 5–0 | 8–1 | —   | 6–1  | 3–1 | 0–4 | 5–2 | 2–0 |
| Oliveirense          | 2–3 | 1–1  | 0–1 | 2–6 | 2–1 | 0–1 | 2–3 | —    | 2–4 | 1–4 | 1–0 | 2–0 |
| Porto                | 8–1 | 11–0 | 0–1 | 2–3 | 3–1 | 9–2 | 3–4 | 4–1  | —   | 0–2 | 3–2 | 2–2 |
| Sporting de Portugal | 6–1 | 2–1  | 1–1 | 4–3 | 7–1 | 5–2 | 1–0 | 3–0  | 1–0 | —   | 2–3 | 2–3 |
| Vitória Guimarães    | 2–1 | 2–1  | 2–4 | 1–4 | 3–1 | 5–0 | 2–2 | 1–0  | 1–2 | 2–4 | —   | 3–2 |
| Vitória Setúbal      | 2–3 | 3–1  | 1–4 | 1–4 | 5–0 | 5–0 | 3–2 | 3–1  | 1–4 | 0–7 | 3–1 | —   |